# آنا دیفورگ
آنا دیفورگ (انگلیسی: Anna DeForge؛ زادهٔ ۱۴ آوریل ۱۹۷۶) بازیکن بسکتبال اهل ایالات متحده آمریکا است.